# Liebherr T 282B

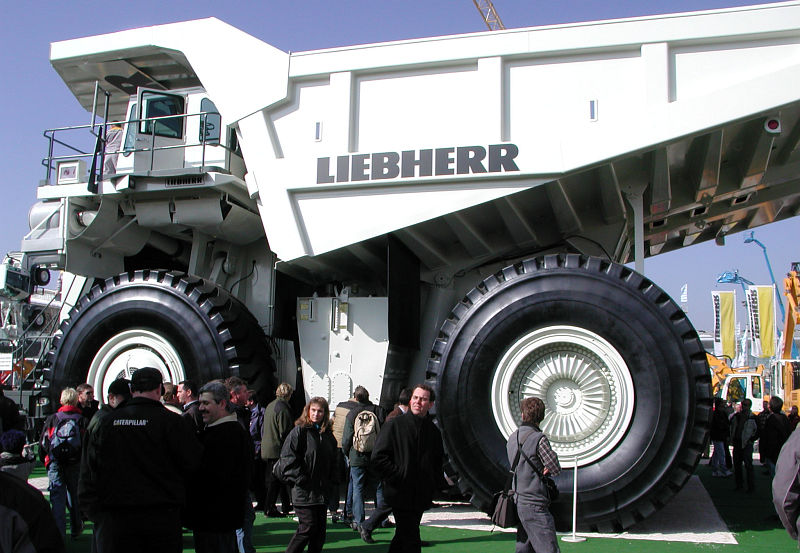
Un Liebherr T 282B vu de côté (salon bauma).

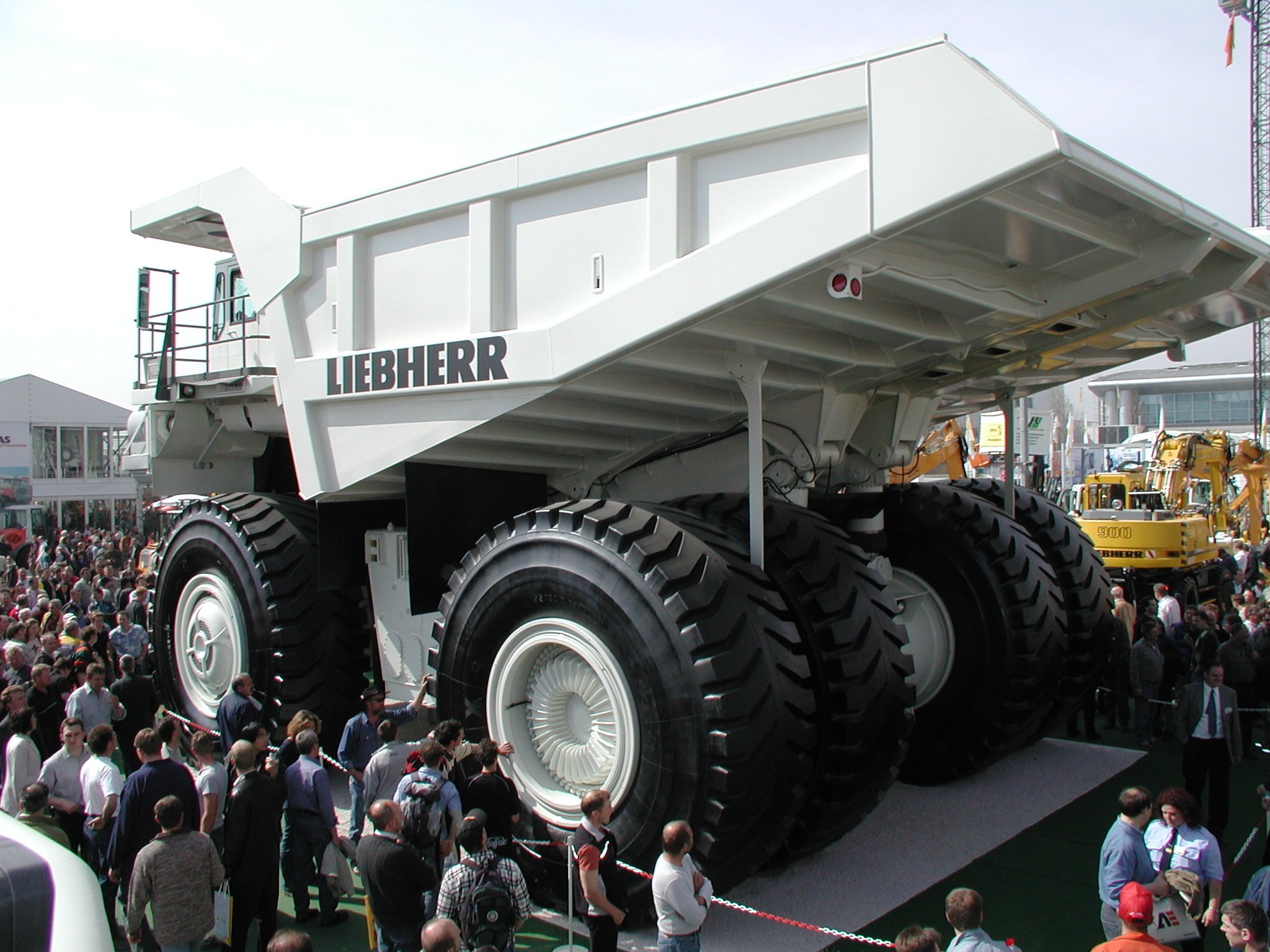
Liebherr T 282B (salon bauma).

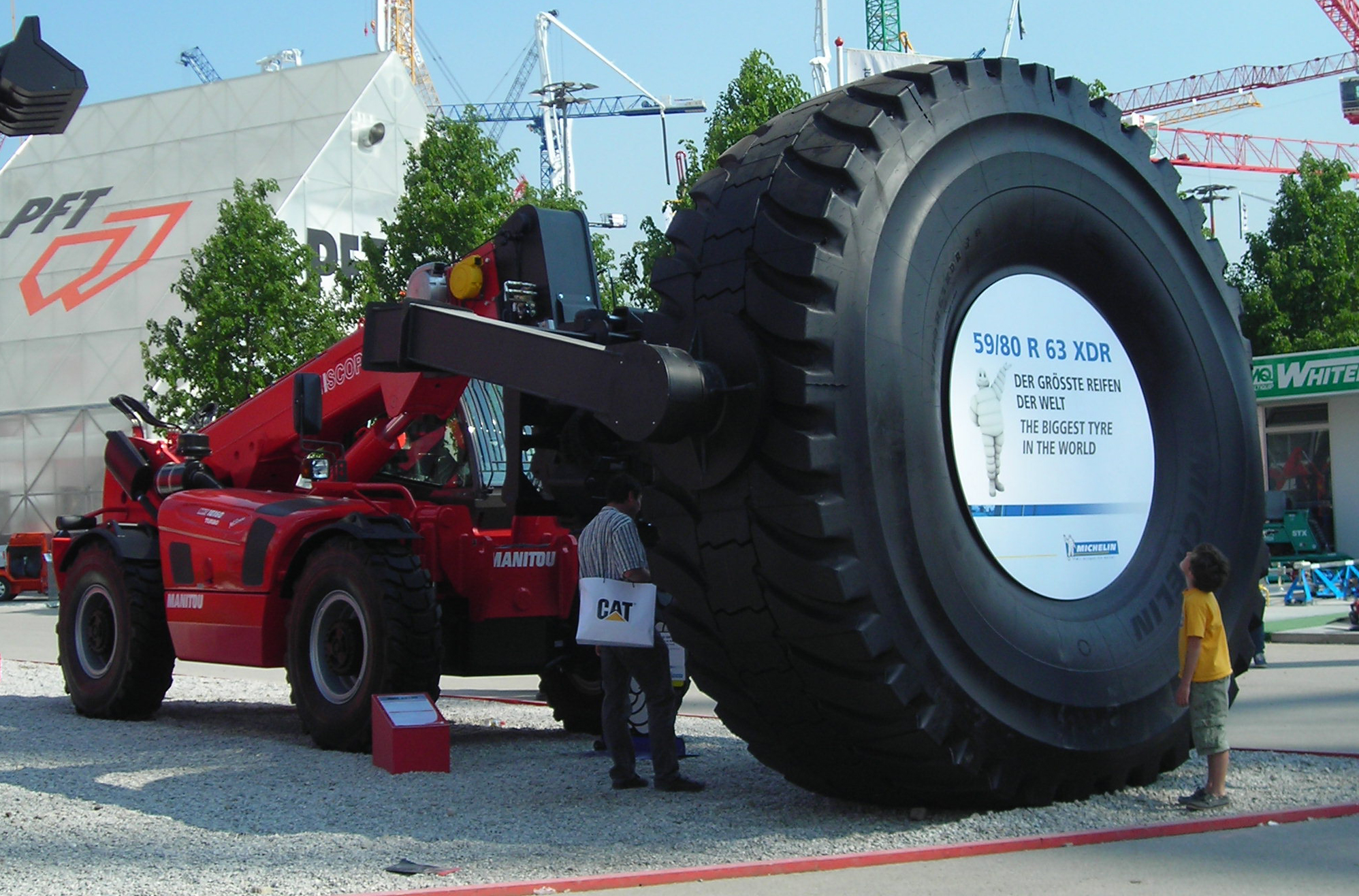
Pneu Michelin 59/80 R 63 XDR.

Le Liebherr T 282B est le tombereau à deux essieux le plus grand et un des plus puissants au monde. Il a été conçu pour servir dans les exploitations minières.
Son moteur Diesel/électrique 20 cylindres de 90 ℓ de cylindrée, pesant près de 10,5 t, fait du T 282 B le plus grand tombereau à entraînement AC mais aussi le plus économique de sa catégorie. Plus haut qu'une maison (7,40 m), il pèse 203 t et peut transporter 363 t de charge à la vitesse maximum de 64 km/h. Les pneus de près de 4 m de diamètre sont fabriqués par Michelin ou Bridgestone, ils pèsent 5 t chacun et coûtent environ 30 000 €. Au prix de 3,5 millions de dollars américains l'unité, seuls une soixantaine d'exemplaires de ce gigantesque camion seront fabriqués ; ils devraient servir dans les mines à ciel ouvert du Chili, d'Australie ou d'Afrique du Sud. Il est construit à l'usine de Newport News aux États-Unis.
| Liebherr T 282B | Liebherr T 282B                                  |
| Châssis         | Châssis                                          |
| --------------- | ------------------------------------------------ |
| Coffre          | Benne                                            |
| Pneus           | 59/80 R 63 XDR à 6,5 bar (5 t, ø 4,11 m, 1,48 m) |
| Régime          | 1 800 tr/min                                     |
| Performances    |                                                  |
| Charge utile    | 363 t                                            |
| Prix neuf TTC   | 3,5 millions USD                                 |